# Wham!
Pour l’article homonyme, voir Wham! (revue).
Wham! est un groupe de musique pop britannique, formé par George Michael et Andrew Ridgeley en 1981 à Bushey (Hertfordshire).
George Michael et Andrew Ridgeley se rencontrent à l'école en 1975. À la fin des années 1970, ils fondent avec des camarades de classe un groupe appelé The Executive. Même s'ils ne rencontrent pas de succès, les deux amis continuent d'écrire des chansons. En 1982, ils signent un contrat avec Innervision Records, distribué par CBS Records. Ils décident d'appeler leur groupe Wham! et sortent ensuite leur premier album Fantastic en 1983. Celui-ci se classe à la première place du hit-parade britannique. 
Wham! connaît rapidement un grand succès international entre 1984 et 1985, grâce à des chansons comme Wake Me Up Before You Go-Go, Freedom, Everything She Wants et Last Christmas. Pendant la tournée Big Tour pour leur album Make It Big, George Michael et Andrew Ridgeley sont accompagnés sur scène par deux choristes : Shirlie Holliman et Pepsi Demacque. En avril 1985, Wham! est le premier groupe occidental à se produire en Chine communiste. 
Toutefois, George Michael prend de plus en plus son indépendance par rapport au groupe et sort deux morceaux sous son nom : Careless Whisper et A Different Corner. À la fin de l'année 1985, il souhaite mener une carrière en soliste et le groupe se sépare. Wham! sort un dernier album : The Final, renommé Music from the Edge of Heaven aux États-Unis. Le 28 juin 1986, le groupe donne un concert d'adieu devant 72 000 spectateurs au stade de Wembley, à Londres.
En 1987, George Michael sort l'album Faith et mène une carrière solo ininterrompue, jusqu'à sa mort en 2016. Après Wham!, Andrew Ridgeley s'éloigne progressivement de la musique. Le groupe a marqué les années 1980 par sa musique populaire et son style vestimentaire. Il a vendu plus de 30 millions de disques à travers le monde.

## Histoire du groupe

### The Executive: première collaboration entre George Michael et Andrew Ridgeley
En 1975, George Michael rencontre Andrew Ridgeley à l'école Bushey Meads de Bushey. Ils deviennent amis et, avec trois autres camarades, fondent un groupe de ska appelé The Executive,. Leur groupe ne rencontre pas de succès et les membres se séparent. Toutefois, George et Andrew veulent continuer de travailler dans la musique.

### Les débuts (1981-1983)
En 1981, les deux amis écrivent des chansons pendant leur temps libre. Ils soumettent des maquettes à des maisons de disques londoniennes et signent un contrat avec Innervision Records, distribué par CBS Records, en mars 1982. Ils décident alors d'appeler leur groupe Wham!, en référence à Wham Rap! (Enjoy What You Do), leur premier single sorti en juin 1982,. Shirlie Holliman et Amanda Washburn se joignent à eux. Cette dernière est plus tard remplacée par Dee C. Lee. En octobre 1982, Wham! sort un deuxième single intitulé Young Guns (Go for It). Grâce à son passage dans l'émission de télévision de BBC One Top of the Pops le 4 novembre 1982, le groupe réussit à placer Young Guns (Go for It) à la 3e place du hit-parade britannique. Après ce succès, Wham! réédite Wham Rap! (Enjoy What You Do) et sort un troisième single composé par George Michael, intitulé Bad Boys. Cette chanson se classe no 2 en Grande-Bretagne et entre dans le hit-parade américain comme un titre de Wham! U.K.,. En effet, un autre groupe s'appelle déjà Wham! aux États-Unis. George Michael et Andrew Ridgeley apparaissent dans le clip de Bad Boys habillés en « mauvais garçons ». Quelques années plus tard, George Michael déclare qu'« il y avait un côté très blagueur dans [ces] premiers titres. »
Pendant l'été 1983, le groupe sort le single Club Tropicana, ainsi que son tout premier album : Fantastic. Celui-ci se classe à la première place du hit-parade britannique pendant deux semaines et arrive à la 83e place du Billboard 200 aux États-Unis,. Le clip de Club Tropicana, tourné au Pikes Hotel à Ibiza, devient un succès sur MTV. Parallèlement, la chanteuse et danseuse Dee C. Lee quitte le groupe et Pepsi Demacque la remplace. En avril 1984, le groupe signe sur le label Epic, toujours distribué par CBS Records.

### Le succès (1984-1985)
En mai 1984, Wham! obtient un succès important avec Wake Me Up Before You Go-Go. Le clip coloré de cette chanson amplifie la célébrité de Wham!. Avec Wake Me Up Before You Go-Go, le groupe parvient même à rivaliser avec les autres groupes de pop britanniques de l'époque : Duran Duran, Culture Club et Frankie Goes to Hollywood. La même année sort Careless Whisper. Aux États-Unis, cette chanson est créditée sous le nom de Wham!, featuring George Michael. Mais dans la plupart des pays, au Royaume-Uni notamment, la chanson est seulement attribuée à George Michael. Ce dernier l'a coécrite avec Andrew Ridgeley en 1981.
En novembre 1984, le groupe sort son deuxième album, Make It Big, et connaît un succès public mondial. Pour promouvoir cet album, les singles Freedom et Everything She Wants sont commercialisés. À Noël 1984, le groupe sort la chanson Last Christmas, qui n'est pas présente sur son nouvel album et qui est un succès commercial. Le 11 février 1985, le groupe remporte le prix du meilleur groupe britannique aux Brit Awards. Avant sa tournée américaine, Wham! a l'occasion de jouer en Chine grâce à leurs managers Simon Napier-Bell et Jazz Summers. En avril 1985, il donne un concert à Pékin et à Canton et devient le premier groupe occidental à se produire dans la Chine communiste. Le réalisateur Lindsay Anderson filme le groupe dans le pays et en fait un documentaire intitulé Wham! in China: Foreign Skies. En juillet 1985, Wham! prend part au concert caritatif Live Aid et interprète Don't Let the Sun Go Down on Me aux côtés d'Elton John. Le groupe avait déjà participé un an auparavant à un autre événement caritatif au Royal Festival Hall en faveur de la grève des mineurs britanniques.

### La séparation (1985-1986)

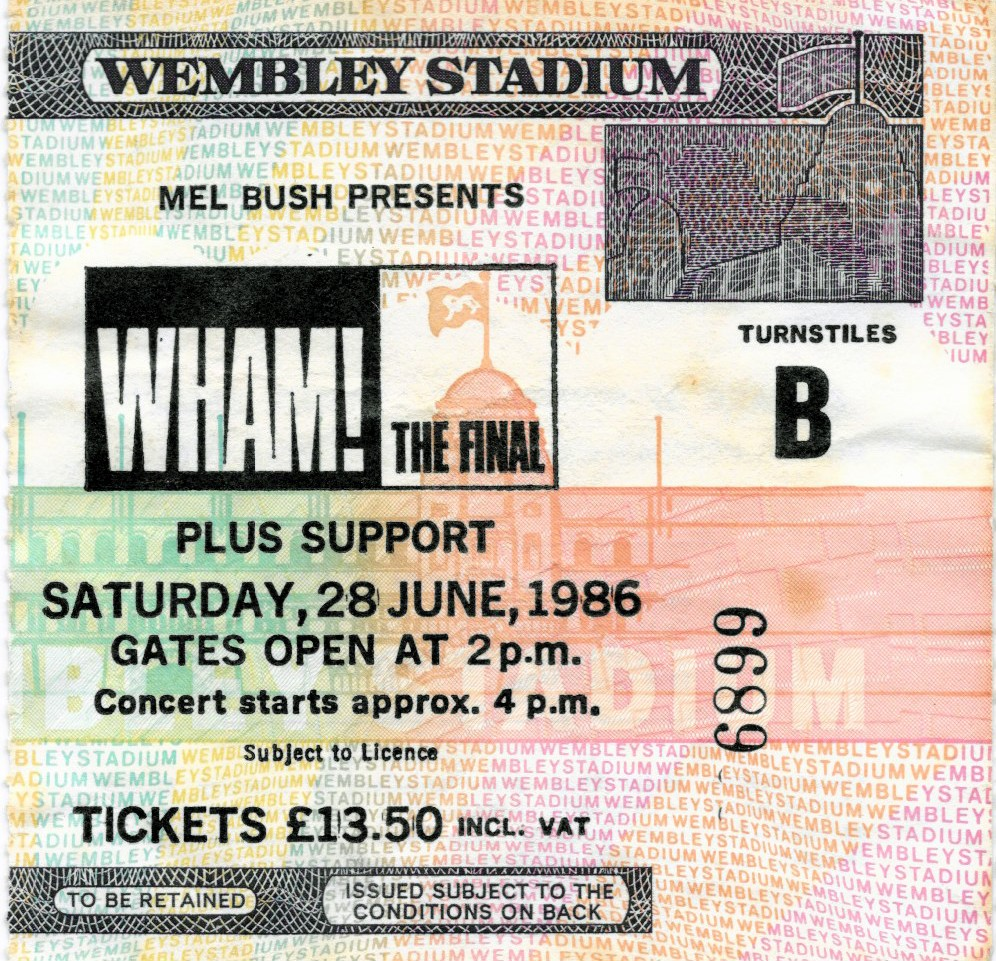
Ci-dessus, un ticket du dernier concert de Wham!, donné au stade de Wembley le 28 juin 1986.

À la fin de l'année 1985, alors que Wham! connaît un succès international, les membres du groupe décident de se séparer. En effet, George Michael souhaite véritablement mener une carrière en soliste. Il travaille déjà avec plusieurs chanteurs, comme Elton John, et sort en mars 1986 un single intitulée A Different Corner,. En juin 1986, Wham! sort au Royaume-Uni son dernier album intitulé The Final. Il rassemble des titres inédits, comme I'm Your Man et The Edge of Heaven, avec des anciens singles du groupe. En juillet 1986, le groupe sort son album outre-Manche sous le titre Music from the Edge of Heaven. Il ne contient cette fois que des nouveaux titres. La même année, Wham! remporte le prix des meilleurs clips pop rock pour un groupe aux American Music Awards et un prix aux Brit Awards pour sa contribution exceptionnelle à la musique,,. Le 28 juin 1986, Wham! donne son dernier concert au stade de Wembley, à Londres, devant 72 000 spectateurs. George Michael, Andrew Ridgeley, Shirlie Holliman et Pepsi Demacque sont réunis sur scène pour la dernière fois. Elton John et Simon Le Bon se produisent avec eux.
Wham! a vendu environ 30 millions d'albums dans le monde.

### L'après Wham!
Après la séparation du groupe, George Michael sort l'album Faith et rencontre un succès international. Il est un auteur-compositeur-interprète prolifique jusqu'à sa mort, le 25 décembre 2016.
Andrew Ridgeley se lance dans la compétition automobile, avant de faire un come-back musical avec son album Son of Albert en 1990. Il soutient également l'association caritative Surfers Against Sewage, qui est impliquée dans la protection du littoral britannique.
En 1986, Pepsi et Shirlie forment un duo et remportent un succès avec la chanson Heartache. Elles sortent deux albums entre 1987 et 1991.

## Discographie
- 1983 : Fantastic
- 1984 : Make It Big
- 1986 : The Final
- 1986 : Music from the Edge of Heaven

## Compilations et rééditions
En 1986, une compilation intitulée The 12" Tape sort au Royaume-Uni sous forme de cassette. En 1997, The Best of Wham!: If You Were There… rassemble tous les succès de Wham! et se classe 4e dans le hit-parade britannique. En mars 2015, un box set intitulé Wham! – Original Album Classics rassemblant trois albums studios du groupe sort en Europe.
En novembre 2011, l'album The Final est réédité à l'occasion des vingt-cinq ans de sa sortie.